# آدولف ایوار آرویدسون
آدولف ایوار آرویدسون (انگلیسی: Adolf Ivar Arwidsson؛ ۷ اوت ۱۷۹۱ – ۲۱ ژوئن ۱۸۵۸) روزنامه‌نگار، سیاستمدار، نویسنده و مورخ اهل کشور فنلاند بود.